# Onkolith

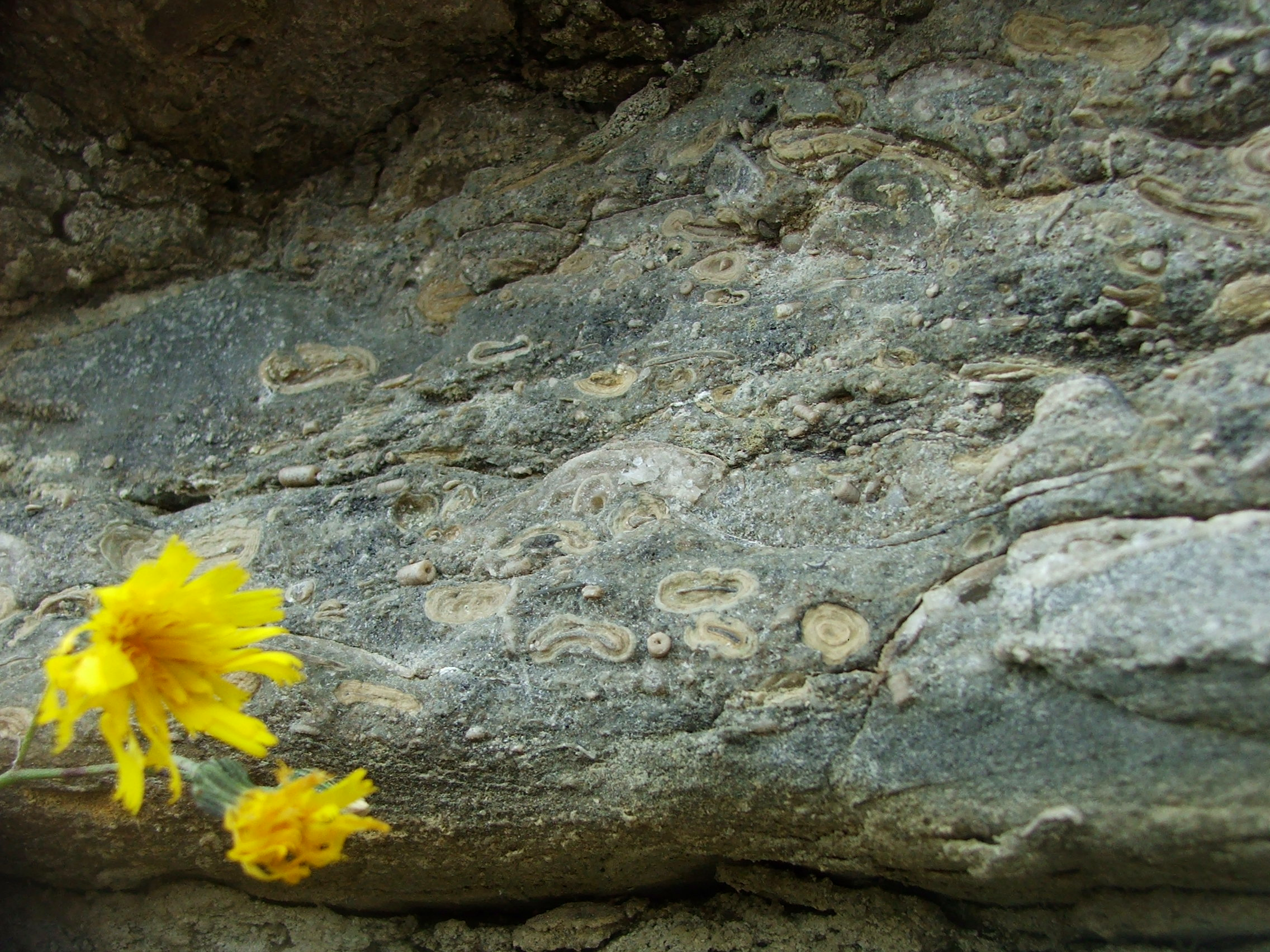
Onkoide in den Oberen Burgsvik-Schichten (Silur von Gotland, Schweden), mit Schalenresten im Kern. Maßstab: die Blume hat 2 cm Durchmesser.

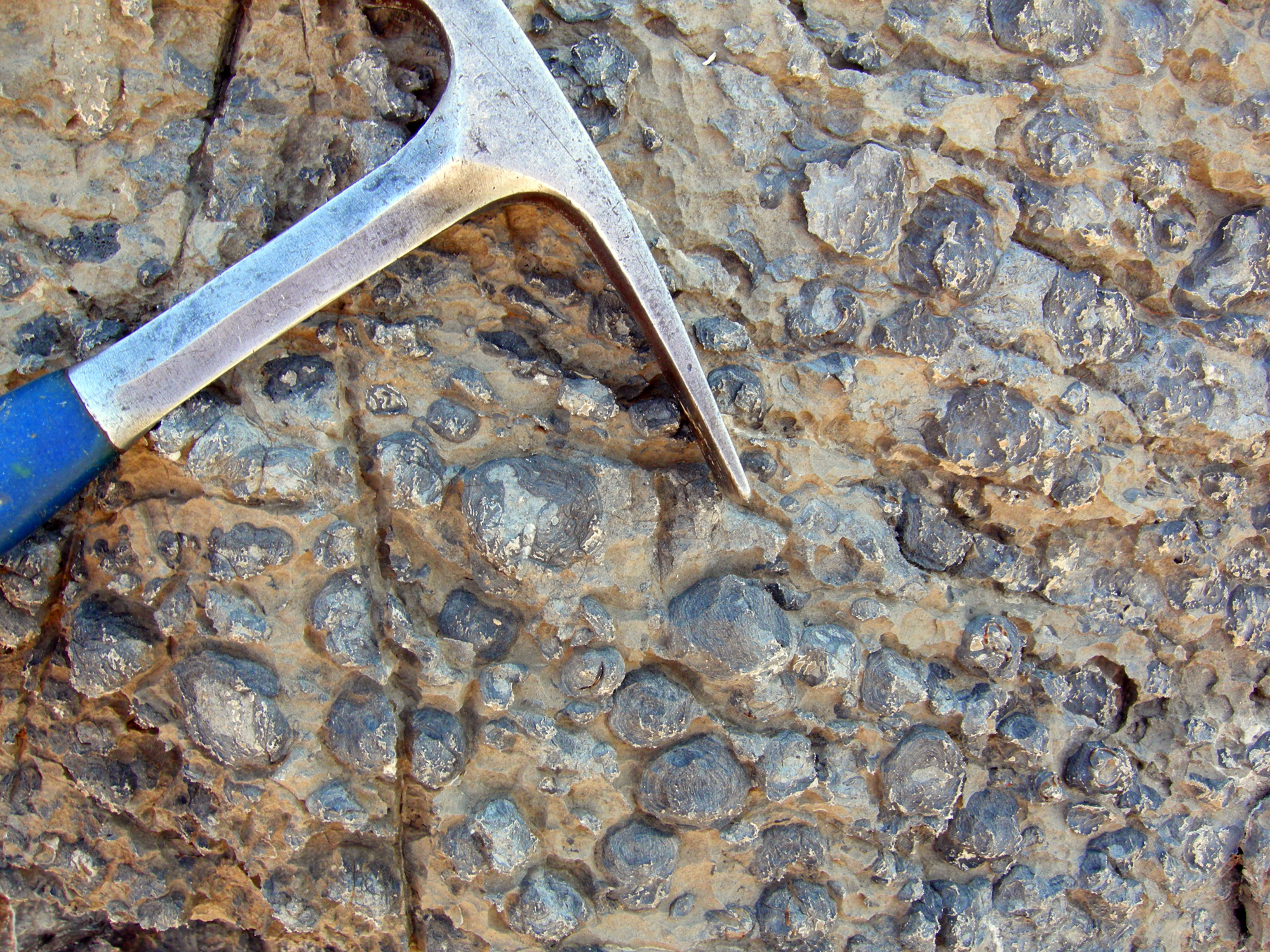
Onkoide in der Alamo-Brekzie, Guilmette Formation, Frasnium, Oberdevon nahe Hancock Summit, Pahranagat Range, Nevada

Onkolithe sind sedimentäre Gesteine, die Onkoide enthalten oder überwiegend aus ihnen aufgebaut sind. Der Begriff geht auf den Geologen Albert Heim zurück, der ihn 1916 prägte.

## Aufbau und Entstehung
Die Onkoide sind Produkte biogener Ausfällung, z. B. durch Algen, und von unregelmäßig rundlicher, oft auch kreisförmiger oder elliptischer Gestalt. In ihnen umgibt eine lagig und konzentrisch aufgebaute Hülle, meist aus Calciumcarbonat, ein Zentrum, das manchmal aus sedimentären Teilchen wie etwa Muschelschalen besteht. Der Schalenbau kann in größeren Onkoiden unregelmäßig sein und ist an der dem Sediment aufliegenden Seite unterbrochen. Mit mehreren Zentimetern Durchmesser sind Onkoide oft wesentlich größer als die ähnlich aufgebauten, meist jedoch nur einige Millimeter großen Ooide. Sie entstehen wie Ooide in Meeres- und Seegebieten mit bewegtem Wasser, jedoch bei geringerem Sedimenteintrag.
Verbreitet ist die Matrix der Onkolithe, in denen die Onkoide vorkommen, ebenfalls karbonatisch, und enthält andere biologische Reste wie Schalen und Crinoidenreste. Manche Onkolithe riechen nach dem Aufschlagen bituminös.
Onkoide sind schon aus dem Proterozoikum bekannt, kommen jedoch auch jüngeren Gesteinen vor. Beispiele für heutige Onkoide sind etwa die Schnegglisteine des Bodensees.

## Rezente bzw. subrezente Süßwasser-Onkoide

### In der Alz (Chiemgau, Oberbayern)

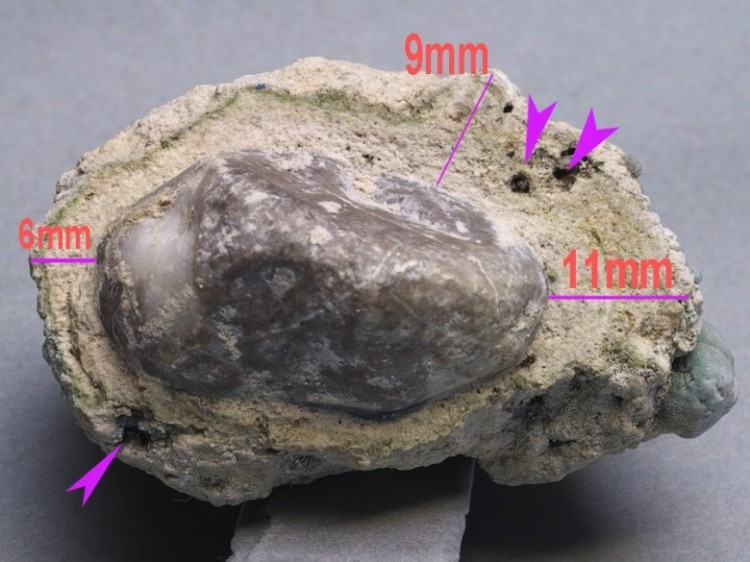
Rezentes Onkoid, Obere Alz bei Truchtlaching

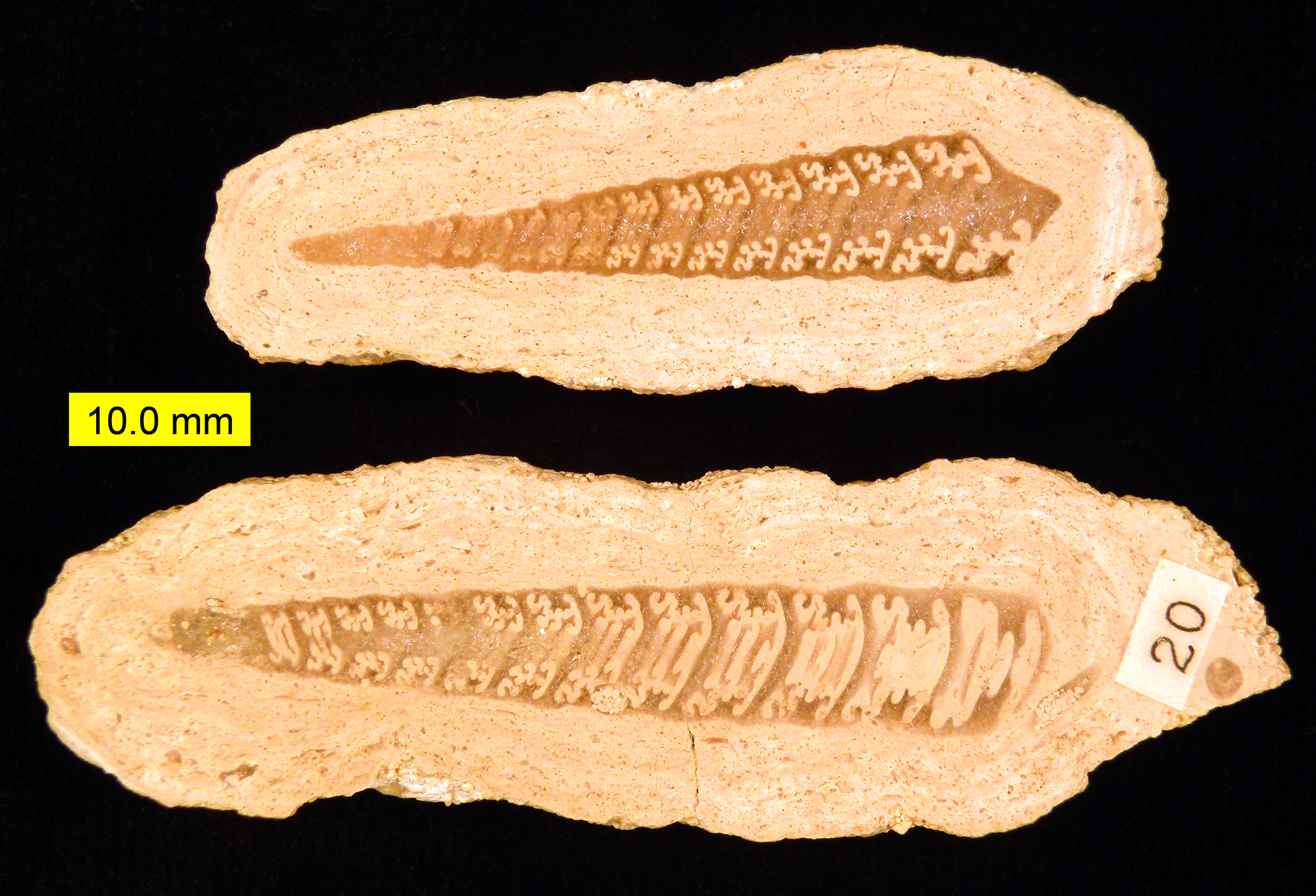
Bactroptyxis trachaea

Die Alz, der Abfluss des Chiemsees, ist ein sommerwarmes und winterkaltes sowie kalkreiches Fließgewässer, in dessen Oberlauf (Obere Alz) zwischen Seebruck und Altenmarkt an der Alz an einigen günstigen Stellen Süßwasser-Onkoide und Onkolith-Bildung (Kalkflächen bzw. Kalkklippen) vorkommen.
Der Chiemsee dient dem Fluss als vorgeschalteter Puffer in Bezug auf Wasserführung (Menge) und Sedimentführung. Die saisonell bedingten Hochwasser mit starker Trübung bzw. Geschiebeführung der Tiroler Ache, zum einen bei der Schneeschmelze im Frühjahr, zum anderen bei langanhaltenden Regenperioden im Sommer, erreichen die Alz deutlich abgemildert.
Ohne diese Pufferung wäre das Wachstum der Onkoide nicht möglich, denn nur bei geeigneter Fließgeschwindigkeit, ausreichendem Licht (geringe Trübung) und hinreichender Wärme sind geeignete Bildungsbedingungen gegeben. Vor allem im obersten Teilabschnitt bis Truchtlaching (geringes Gefälle/niedrige Fließgeschwindigkeit) sind ausgedehnte Bereiche mit Onkoiden und Onkolithen dokumentiert.
Die auf die Kerne (Nukleus) aus fluvio-glazialen Geröllen aufwachsende Kalkschicht wird durch kalzifizierende Cyanobakterien gebildet. Schichtdicken von mehreren Zentimeter sind keine Seltenheit. Durch Auslegen von markierten Nuklei (Wachstumsexperiment) und die Beobachtung über mehrere Jahre konnte das In-situ-Wachstum der Alz-Onkoide nachgewiesen werden.

### In der Moosach bei Freising (Oberbayern)
Die Moosach ist ein linker Nebenfluss der Isar; ihre Quelle lag ursprünglich im Bereich des Ortsteiles Moosach in München. Im Bereich von Freising läuft der Fluss in den Isarauen parallel zur Isar. Kurz vor der Mündung bei Oberhummel, zwischen den Ortschaften Hangenham und Asenkofen, ist das Vorkommen von rezenten Onkoiden (tufa oncoids) im Begleitheft zum internationalen Kalkowsky-Symposium "Geobiology of Stromatolites" (2008) beschrieben. Die Größe der rezenten Onkoide wird mit 2–15 cm angegeben. Ausdrücklich wird auf die Vergleichbarkeit mit den Verhältnissen hingewiesen, die in anderen Voralpenflüssen, z. B. der Alz, beobachtet und dokumentiert sind.